# Andersons Bay

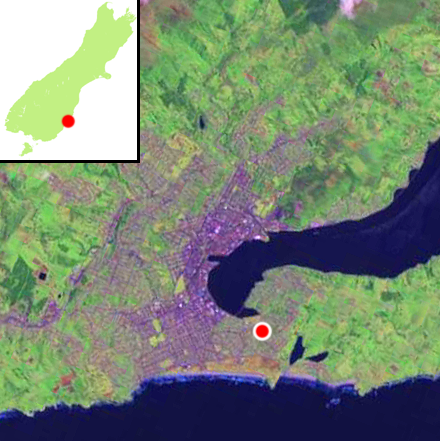
Localisation de la banlieue d’Andersons Bay dans la zone urbaine de Dunedin

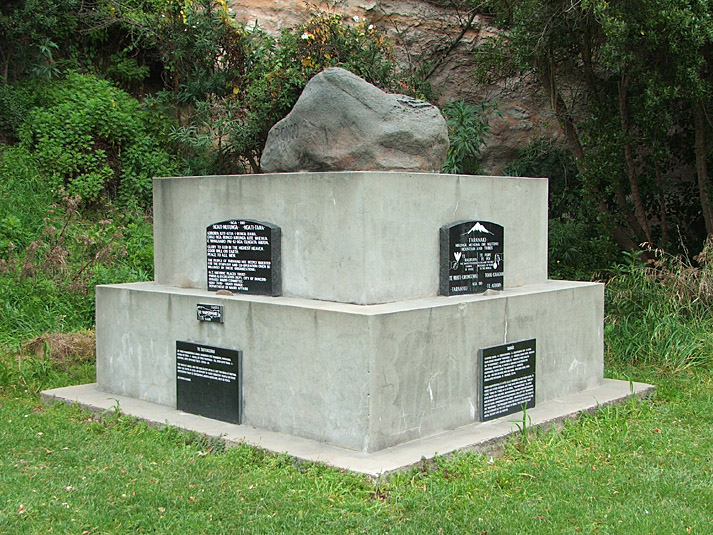
Rongo (pierre de mémoire) des Māori de Taranaki, déportés vers Dunedin durant la guerre des terres

Andersons Bay (parfois écrite avec une forme grammaticalement correcte, ancienne Anderson's Bay, et aussi connue localement comme Andy Bay)  est une banlieue de la cité de Dunedin, située dans l’Île du Sud de la Nouvelle-Zélande.

## Situation
Elle est située dans le sud-est de la zone urbaine de la ville, à 2,8 km de son centre.
La banlieue d’Andersons Bay s’étend vers le sud à partir de la crique d’Andersons Bay, une échancrure dans la rive sud du port d’Otago Harbour, et à travers l’isthme qui relie la péninsule d'Otago à la côte principale.

## Population
En 2001, Andersons Bay avait une population de 2 532 habitants lors du recensement de la population en Nouvelle-Zélande.

## Caractéristiques
Le nom de la banlieue est aussi occasionnellement utilisé par les habitants de Dunedine pour la zone s’étendant vers le nord le long de Southern Endowment, une zone de terres mise en valeur aux dépens du port, qui est tout près de la berge ouest, en direction de la banlieue de South Dunedin.
Cette zone, qui fut l’objet d’un comblement durant le milieu du XXe siècle, est le lieu de la baie pour laquelle la banlieue est nommée.
Le Southern Endowment, fut largement développé pour l’utilisation des besoins de l’industrie légère, comprenant aussi le complexe sportif de the Edgar Centre (en).
Au sud du bras de mer d'Anderson's Bay, la banlieue comprend des habitations résidentielles.
Elle est limitée par la banlieue de Musselburgh à l’ouest et au sud-ouest, celle de Shiel Hill dans l’est, et les banlieues côtières de Tahuna (Otago) et Tainui vers le nord.
Ces  deux banlieues, plus petites, sont tout près de l’océan Pacifique et sont souvent considérées comme des parties soit d’ Andersons Bay ou de l’affleurement rocheux de Musselburgh Rise.
Il est immédiatement à l’ouest et au sud de la crique de  Andersons Bay.
Près du bord sud du bras de mer d’Andersons Bay, une grande pierre commémore  les prisonniers des guerres maories de l’iwi des Taranaki, qui furent déportés vers le sud en direction de Dunedin, dont beaucoup pour construire la chaussée au travers de la pointe de la crique et une bonne partie des routes du bord de mer de Dunedin dans le cadre de travaux forcés.
Un embranchement ferroviaire courrait le long de la route de Portobello Road passant dans ce secteur à partir de 1870 et jusqu’en 1912.

## Éducation
Une des écoles secondaires de Dunedin, nommée école secondaire de Bayfield (en) se situe sur les terres qui font l’objet d’une mise en valeur à l’extrémité sud de la crique.
Cette école est tout près de la limite de la banlieue d’Andersons Bay et de celle de Musselburgh.

## Accès
Les grandes routes d’Andersons Bay sont Portobello Road et Portsmouth Drive (dans la zone industrielle au nord de la crique) Musselburgh Rise, Silverton Street et Somerville Street (dans la zone résidentielle vers le sud).
Shore Street et Marne Street longent les rives ouest et est du bras de mer ; 
Marne Street est en lien avec Larnach Road, qui monte en pente raide vers les banlieues de Waverley et Vauxhall.
À la fin du XIXe siècle, le chemin de fer et le ferry reliaient cette zone avec central Dunedin, mais ni l’un ni l’autre n’ont survécu.
Le ferry fonctionna jusque dans les années 1890 et le chemin de fer de 1877 jusqu’au début du XXe siècle.
L’intention originelle pour le chemin de fer était de parcourir tout le long de la côte de la péninsule en direction de Portobello, mais Andersons Bay fut le plus loin que la ligne n’ait jamais atteint.

## Toponymie
Le nom Maori pour cette zone était Puketai ou Puketahi, signifiant probablement « colline seule ou isolée ».
Il y avait aussi un pa du même nom, qui était quelque part dans les environs, possiblement sur l’affleurement rocheux dominant le lagon de Tomahawk (en) dans ce qui est maintenant la banlieue sud-est ou en direction de Musselburgh Rise.
Un tel site pourrait avoir été une position stratégique avant la mise en valeur des terres du port et du marais, et qui aurait contrôlé pratiquement tous les passages terrestres donnant accès à la péninsule d'Otago.
Andersons Bay fut dénommé d’après James Anderson, son fils John et sa belle fille Isabella (en), qui furent les premiers colons européens du district en 1844 – quatre années avant la fondation de la ville de Dunedin.
John, le petit fils de James, fut le premier enfant européen né dans le secteur en 1846.
Leur maison était tout à côté d’où est maintenant l’angle des rues Somerville et Silverton Streets, un endroit connu pendant de nombreuses années par le nom maintenant oublié de Ross's Corner.
La crique d’Andersons Bay (en), qui était aussi autrefois connu sous le nom de Andersons Cove, est ce qui reste de la bien plus grande étendue d’eau, qui comprenait la zone mise en valeur de longue date de  Tainui Inlet, c’est-à-dire la plupart de ce qui fut défriché dans les années 1950 pour fournir des terrains pour l’école de Bayfield High School.

## Gouvernance
Andersons Bay a eu brièvement son propre conseil, le Bay Town Board, qui administra le secteur à partir de 1905 et jusqu’à sa fusion avec Dunedin City en 1912.

## Évènements
Andersons Bay a fait la une des journaux en 1995 après que l’un des crimes les plus célèbres de Nouvelle-Zélande fut commis dans Every Street, près de la limite entre Andersons Bay et Shiel Hill.
L'affaire dans laquelle cinq des six membres de la famille Bain furent assassinés, a donné lieu à l’une des plus importantes affaires célèbres de la Nouvelle-Zélande après l'arrestation pour ces meurtres de David Bain, dernier membre de la famille.
David Bain fut jugé coupable et passa 13 ans de sa vie en prison pour une condamnation à vie, avant de réussir à faire rouvrir l'affaire pour un nouveau procès.
Son nouveau procès en 2009, s'est soldé par un verdict de non culpabilité, et que c’était le père qui avait entraîné dans son suicide toute sa famille.

## Tahuna et Tainui

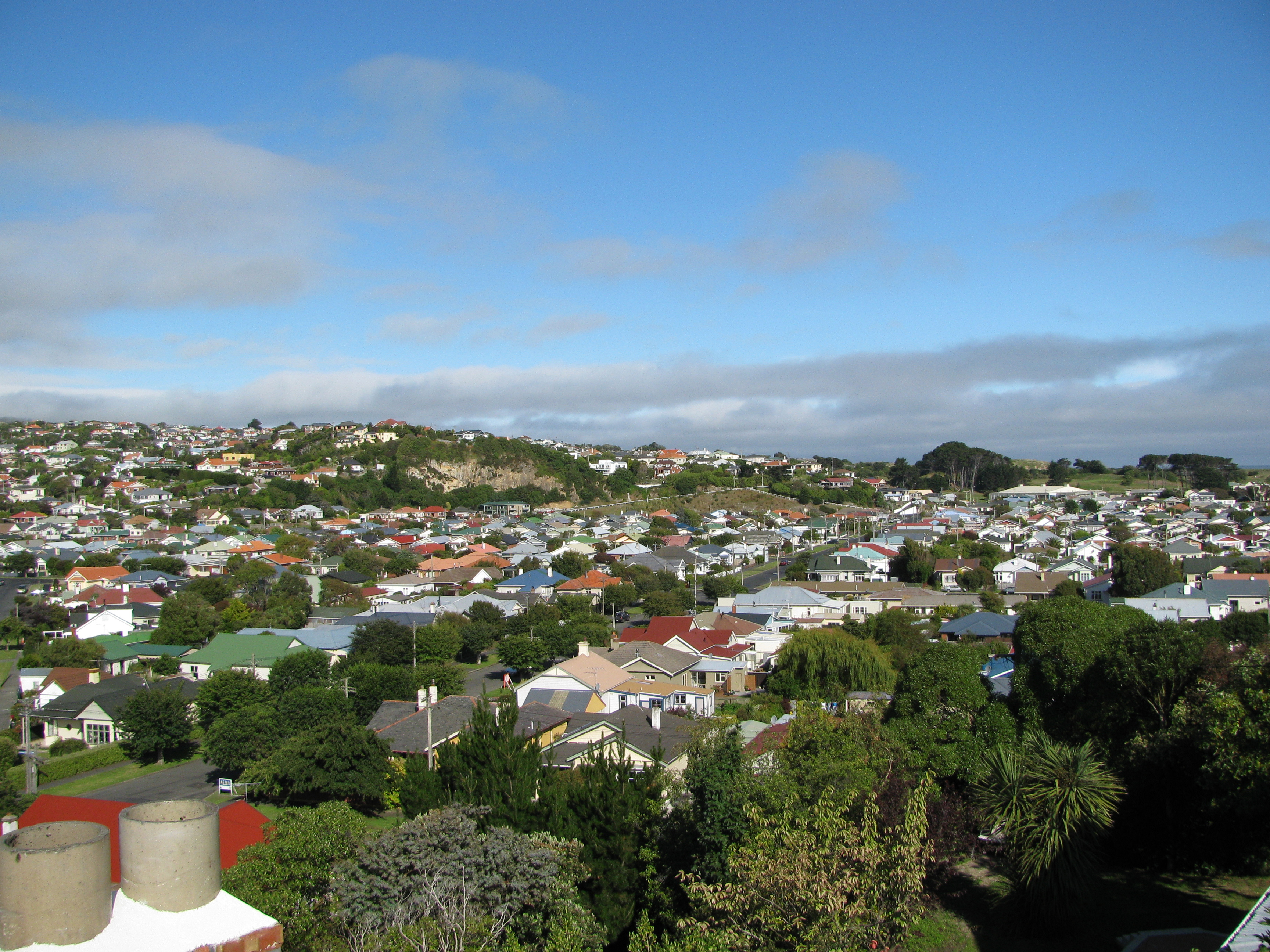
Une vue sur Tainui, en regardant vers le sud

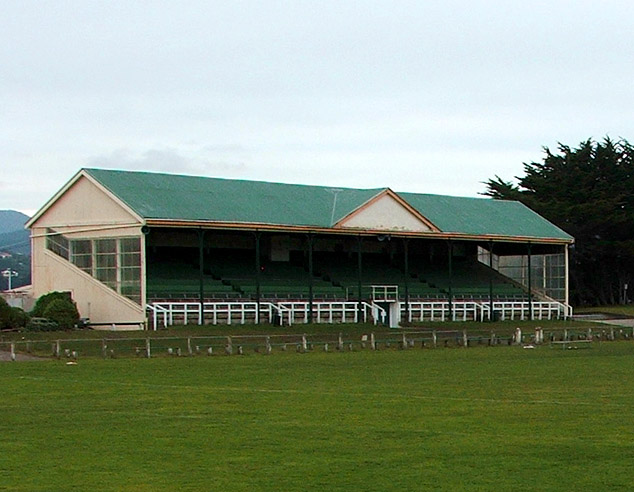
La tribune d’honneur de « Tahuna Park »

- Tahuna et Tainui sont deux petites banlieues, dont la délimitation est assez vague, situées au sud d’Andersons Bay et de Musselburgh, près de la côte sud de Dunedin au niveau d’Ocean Beach.

Toutes les deux sont considérées comme faisant partie de Musselburgh ou d’Andersons Bay.
Tainui est au nord, dans une zone de maisons résidentielles, située au sud-est de The Flat (la plaine côtière plus large du sud de Dunedin) entre Victoria et Tahuna Roads dans le sud et les hauteurs de Musselburgh au nord.
Sa limite est le début de la section de Musselburgh Rise longée par Tainui Road.
Les caractéristiques notables de la banlieue de Tainui sont Culling Park, un terrain de sports, qui est le siège du Dunedin Technical Association Football Club.
Tahuna se trouve au sud de Tainui.
Cette banlieue s’étale le long de Victoria et Tahuna Roads et est largement dominée par plusieurs zones d'espaces ouverts, qui se trouvent au sud entre les routes et l’océan.
Ces espaces ouverts comprennent deux sites remarquables : Chisholm Park Golf Course (en) et Parc Tahuna (en).
- Chisholm Park est le parcours de golf (en) caractérisé par l’un des meilleurs trous de la Nouvelle-Zélande, nommé Lawyer's Head.

Ce trou suit la courbe des falaises avec l’océan en contrebas, de sorte qu'une ligne directe entre le tee et le trou passe au-dessus des eaux. Le parcours de golf fut créé en 1937 et étendu de 9 à 18 trous en 1941.
- Tahuna Park abritent les espaces d'expositions agricoles et pastorales (en) et le premier terrain de sport de la ville pour le rugby à XV et le rugby à XIII.

Le terrain fut inauguré avec une surface de 20 acres (8,09371284 ha) ici en 1883, et les matchs de l’union dans le parc furent disputés en 1905, avec les All Blacks, qui battirent l’équipe d'Australie de rugby à XV, 14 à 3.
Le parc accueillit en 1924, la Grande-Bretagne, quand elle défit l'équipe de Nouvelle-Zélande de rugby à XIIIsur le score de 31 à 18 devant 16 000 fans.
- Le troisième espace remarquable tout près de la côte est le cimetière d’Andersons  bays (en), qui est le plus grand cimetière de Dunedin.

Il est localisé à l’extrémité sud de la banlieue de Tahuna, et limité à l’ouest et au sud par le Chisholm Park Golf Links.
Le cimetière occupe une saillie proéminente, juste au-dessus de la mer au niveau du promontoire de Lawyer's Head (en).
Le cimetière fut ouvert en 1867, mais est aujourd'hui largement saturé.
Un crématorium, inauguré en 1962, est installé en bonne place près des falaises.
Derrière le cimetière, Tahuna Road atteint une jonction en Y avec Tomahawk Road, qui descend vers le sud-est pour suivre la côte jusqu’à la banlieue de Ocean Grove et grimpe vers le nord pour rejoindre‘Silverton Road, Andersons Bay à sa limite de banlieue avec Shiel Hill.
La zone de Tahuna fut autrefois réputée comme un point de vue sur l’Océan, qui est toujours possible mais a perdu l’usage du fait du risque de confusion avec le village du même nom qui siège à 15 km vers le sud-ouest près de Brighton.

## Éducation
Andersons Bay School est une école primaire allant de l’année 1 à l'année 6, soit des enfants de 5 à 10 ans.
Elle a un taux de décile de 10.
C’est l’une des plus grandes écoles primaires de Dunedin, avec un effectif d'environ300 enfants en novembre 2022 ; elle a introduit l'utilisation d'un uniforme scolaire en 2014.
L’école a célébré son 150e anniversaire lors d'une cérémonie en 2008.